# Ding Ling
Ding Ling (chiń. 丁玲; pinyin Dīng Líng; ur. 12 października 1904, zm. 4 marca 1986), właśc. Jiang Bingzhi (chiń. 蒋冰之; pinyin Jiǎng Bīngzhī) – chińska pisarka.
Urodziła się w prowincji Hunan, w rodzinie właściciela ziemskiego. Po śmierci ojca w 1908 roku została porzucona przez matkę.
W młodości anarchistka, jako pisarka feministyczna debiutowała w okresie Ruchu 4 Maja. Zasłynęła wydaną w 1927 roku powieścią Dziennik panny Zofii (莎菲女士的日記, Shafei nüshi de riji). W 1930 roku wstąpiła do Ligi Pisarzy Lewicowych. Od 1932 roku działaczka Komunistycznej Partii Chin. W latach 1933–1936 więziona przez rząd kuomintangowski, po wyjściu z więzienia przedostała się do kontrolowanej przez komunistów północnej części kraju. W 1942 roku zmuszona do samokrytyki za głoszenie, że w komunistycznej bazie w Yan’anie równość kobiet i mężczyzn jest tylko formalna.
W 1951 roku uhonorowana Nagrodą Stalinowską za powieść o reformie rolnej Nad rzeką Sanggan. W czasie kampanii stu kwiatów domagała się niezależności literatury, za co w 1957 roku podczas kampanii przeciwko prawicowcom została poddana represjom i następnie aresztowana. Więziona w różnych miejscach została zwolniona i zrehabilitowana dopiero w 1978 roku.